# Bestune T55

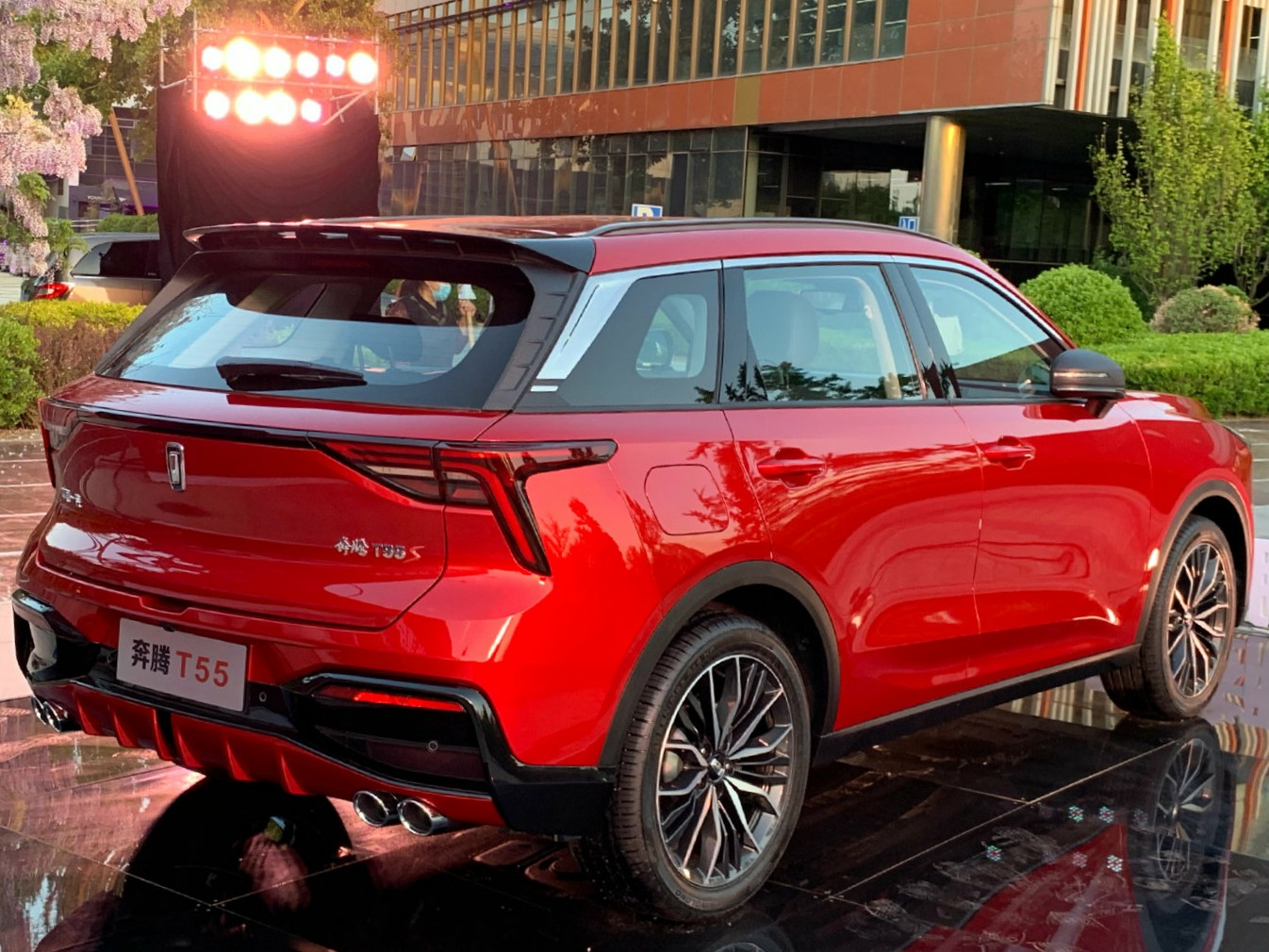
Heckansicht

Der Bestune T55 ist ein Kompakt-SUV der zum chinesischen Kraftfahrzeughersteller China FAW Group gehörenden Marke Bestune. Er ist zwischen T33 und T77 positioniert.

## Geschichte
Offiziell vorgestellt wurde das SUV Ende Januar 2021. Auf dem chinesischen Heimatmarkt wurde es ab Mitte März 2021 verkauft. Zwei Ausstattungsvarianten waren verfügbar. Der russische Markt folgte im April 2023.

## Technische Daten
Angetrieben wird der T55 vom aus dem T77 Pro bekannten, aufgeladenen 1,5-Liter-Ottomotor mit 124 kW (169 PS). Er hat ein 7-Stufen-Doppelkupplungsgetriebe und Vorderradantrieb. In Russland ist er mit 118 kW (160 PS) etwas schwächer.
|                                             | 1.5T                             | 1.5T                             |
| ------------------------------------------- | -------------------------------- | -------------------------------- |
| Markt                                       | Russland                         | China                            |
| Bauzeitraum                                 | seit 04/2023                     | 03/2021–11/2024                  |
| Motorkenndaten                              |                                  |                                  |
| Motorart                                    | Ottomotor                        | Ottomotor                        |
| Motorbauart                                 | Reihen-Vierzylinder-Motor        | Reihen-Vierzylinder-Motor        |
| Gemischaufbereitung                         | Benzindirekteinspritzung         | Benzindirekteinspritzung         |
| Motoraufladung                              | Turbolader                       | Turbolader                       |
| Hubraum                                     | 1498 cm³                         | 1498 cm³                         |
| max. Leistung bei min−1                     | 118 kW (160 PS) / 5500           | 124 kW (169 PS) / 5500           |
| max. Drehmoment bei min−1                   | 258 Nm / 1500–4350               | 258 Nm / 1500–4350               |
| Kraftübertragung                            |                                  |                                  |
| Antrieb, serienmäßig                        | Vorderradantrieb                 | Vorderradantrieb                 |
| Getriebe, serienmäßig                       | 7-Stufen-Doppelkupplungsgetriebe | 7-Stufen-Doppelkupplungsgetriebe |
| Messwerte                                   |                                  |                                  |
| Höchstgeschwindigkeit                       | 190 km/h                         | 190 km/h                         |
| Beschleunigung, 0–100 km/h                  | k. A.                            | k. A.                            |
| Leergewicht                                 | 1485 kg                          | 1485 kg                          |
| Kraftstoffverbrauch auf 100 km (kombiniert) | 6,6 l Super                      | 6,6 l Super                      |
| Tankinhalt                                  | 50 l                             | 50 l                             |
| Abgasnorm                                   | k. A.                            | China VI                         |